# Білошевський Богдан Олегович
Богдан Олегович Білошевський (12 січня 2000, Ніжин, Чернігівська область, Україна) — український футболіст, півзахисник клубу «Динамо» (Київ) і молодіжної збірної України, який виступає на правах оренди за «Олександрію».

## Біографія

### Клубна кар'єра
Народився 12 січня 2000 року в Ніжині. Футболом почав займатися в місцевій спортивній школі, згодом навчався в ДЮФШ «Динамо» (Київ). 2016 року став чемпіоном ДЮФЛ України. З 2017 року виступав за юнацьку і молодіжну команди київського клубу в чемпіонатах U-19 і U-21.
У січні 2021 року перейшов до чернігівської «Десни» на правах оренди строком на 1 рік. Дебютував у Прем'єр-лізі 13 лютого 2021 року в грі проти луганської «Зорі» (1:2).

### Кар'єра в збірній
Викликався до юнацьких збірних України різних вікових категорій. Зі збірною до 17 років був учасником чемпіонату Європи в Хорватії 2017 року, де українці не змогли вийти з групи.
У складі молодіжної збірної України брав участь у Турнірі пам'яті Валерія Лобановського 2019 року, де зіграв у обох матчах і став переможцем змагань.